# Zell am See
Zell am See é uma cidade da Áustria, situada no distrito de Zell am See, no estado de Salzburgo. Tem 55,12 km² de área e sua população em 2019 foi estimada em 9.854 habitantes.